# Città in fiamme (romanzo)
Città in fiamme (City on Fire) è un romanzo thriller dello scrittore statunitense Don Winslow del 2022.

## Storia editoriale
Il romanzo è stato pubblicato nel 2022, anche se il colophon della prima edizione riporta 2021 quale anno del copyright.
Il romanzo è il primo di una trilogia incentrata sul personaggio di Danny Ryan, sulla mafia irlandese e sulla mafia italiana negli Stati Uniti negli anni 1980 e 1990. La saga prosegue con i romanzi Città di sogni (City of Dreams, 2023) e Città in rovine (City in Ruins, 2024).
La storia si ispira alle vicende narrate nell'Iliade. L'autore ha affermato che, essendosi accorto che l'epica greca sviluppava tutti i temi centrali nella letteratura gialla contemporanea, quali onore, coraggio, codardia, lealtà, tradimento e tragedia, ha voluto attualizzare la storia ambientandola in un contesto più moderno. Il tentativo ha avuto successo tanto da convincere Don Winslow a sviluppare la saga in una trilogia.

## Trama
(Don Winslow, Città in fiamme)
Nella città di Providence (Rhode Island) la mafia italiana retta dalla famiglia Moretti e quella irlandese, guidata dalla famiglia Murphy, convivono con profitto da anni, spartendosi le aree di interesse. Danny Ryan è il figlio del precedente capo della mafia irlandese di Providence, Marty Ryan, oramai dedito all'alcolismo e soppiantato dai Murphy; Danny ha sposato una delle figlie dei Murphy, Terri, ed è molto amico del fratello più grande, Pat Murphy e, anche se benvoluto nella famiglia e stimato, non ha visto riconosciute le sue qualità nella gerarchia del clan, ricoprendo il ruolo di semplice gregario.
Un'estate, durante una festa sulla spiaggia, Pam, la fidanzata di Paulie Moretti, accusa il più giovane dei figli del boss John Murphy, Liam, di averla palpata. I Moretti rompono la tregua e aggrediscono Liam mandandolo in ospedale. Durante la convalescenza Pam va a trovare Liam: i due si innamorano e iniziano una relazione. L'evento dà il pretesto ai Moretti, da tempo interessati ad acquisire il controllo della zona dei Murphy, per iniziare una guerra.
Nonostante la mediazione di un autorevole boss della mafia italiana, Pasco Ferri, gli eventi precipitano, sia a causa del dissennato e fallito tentativo di Liam di uccidere uno dei Moretti, sia per la volontà degli italiani di avviare comunque una guerra per rilevare i traffici degli irlandesi soppiantandoli. Dopo essere stato ferito durante una fallita imboscata a un gregario dei Moretti, Denny deve nascondersi; grazie alle cure pagate dalla madre, Madeleine McCay, sparita alla sua nascita e ricomparsa solo da poco, Denny riesce a ristabilirsi ma, dopo la brutale uccisione di Pat e il conseguente crollo psicologico del capofamiglia, John Murpy, Denny è costretto a prendere il comando e, seppure con un figlio in arrivo, esporsi a grandi rischi nel contrastare con la violenza gli attacchi dei Moretti.
A nulla serve l'alleanza degli irlandesi con una banda di afroamericani capeggiati da Marvin Jones che viene liquidato dai Moretti. Dopo la nascita del figlio e la malattia della moglie, affetta da un tumore incurabile, Denny viene contattato da un agente dell'FBI, Jardine, che gli propone un salvacondotto in cambio di informazioni per incastrare i Murpy. Denny rifiuta. Nel frattempo la guerra tra le bande ha eroso le finanze delle due mafie. Gli irlandesi vengono contattati da Frankie Vecchio della banda degli italiani, che vorrebbe ritirarsi dagli affari e gli propone il furto di un grosso carico di droga ai Moretti. Gli irlandesi, pur temendo il doppio gioco, rubano il carico da un camion e se lo spartiscono. Improvvisamente l'FBI, aiutata dai Moretti, inizia a fare irruzione nei covi dei Murphy e a effettuare sequestri di droga. Liam tenta di patteggiare la sua incolumità con l'FBI ma viene ucciso insieme a Pam, dai Moretti. Denny intuisce che Jardine è al soldo dei Moretti e che il furto della droga gli era stato proposto da Frankie Vecchio al solo scopo di incastrarli con il sequestro della refurtiva e fornire anche un pretesto per la loro eliminazione durante i blitz. Denny riesce ad uccidere Jardine ma è costretto ad abbandonare la moglie morente in ospedale e a fuggire con il figlioletto e con il padre tentando di salvarsi lontano da Providence.

## Opere derivate
La Sony's 3000 Pictures ha acquistato i diritti del romanzo per la sua trasposizione cinematografica. Lo sceneggiatore scelto è Justin Kuritzkes mentre Austin Butler sarebbe il protagonista. 2024

## Edizioni
- (EN) Don Winslow, City on Fire, 1ª ed., New York, William Morrow and Company, 2022, ISBN 978-0-06-285119-2.
- (FR) Don Winslow, La Cité en flammes, traduzione di Jean Esch, Noir, Parigi, HarperCollins, 2022, ISBN 979-10-339-0975-0.
- Don Winslow, Città in fiamme, traduzione di Alfredo Colitto, Milano, HarperCollins, 2022, ISBN 978-88-690-5966-7.
- (DE) Don Winslow, City on Fire, traduzione di Conny Lösch, Amburgo, HarperCollins, 2022, ISBN 978-3-749-90320-7.
- (ES) Don Winslow, Ciudad en llamas, traduzione di Victoria Horrillo Ledesma, Thriller, Madrid, HarperCollins, 2022, ISBN 978-84-9139-688-8.